# Enis Hajri
Enis Hajri (* 6. März 1983 in M’saken, Tunesien) ist ein ehemaliger tunesisch-deutscher Fußballspieler und aktueller -funktionär.

## Karriere
Enis Hajri wechselte ablösefrei im Sommer 2009 vom deutschen FSV Oggersheim zum bulgarischen Erstligisten FC Tschernomorez Burgas. Im Juli 2011 absolvierte er ein Probetraining beim VfB Stuttgart. In der Winterpause 2011/12 wechselte er zum chinesischen Erstligisten Henan Construction für eine Ablöse von umgerechnet etwa 200.000 Euro.
Im Juni 2012 löste Hajri seinen Vertrag mit Henan Construction auf und wechselte zum 1. FC Kaiserslautern, wo er einen Vertrag bis Juni 2015 unterschrieb. Am 19. Oktober 2012 debütierte Hajri für den FCK beim 3:1-Sieg im Heimspiel gegen den SV Sandhausen. Er wurde in der 81. Minute für Konstantinos Fortounis eingewechselt und erzielte in der 92. Minute das dritte Tor für die Roten Teufel. Im Sommer 2013 wurde er in seine Heimat Tunesien an CS Sfaxien ausgeliehen. Allerdings löste er seinen Vertrag kurze Zeit später, aufgrund der aktuellen politischen Unruhen des Landes, wieder auf und schloss sich dem FC 08 Homburg für ein Jahr auf Leihbasis an.
Im August 2014 unterschrieb er einen Ein-Jahres-Vertrag beim Drittligisten MSV Duisburg mit der Option auf ein weiteres Jahr. Beim MSV wurde er anschließend regelmäßig aufgeboten und erzielte beim vorletzten Saisonspiel gegen Holstein Kiel den zwischenzeitlichen Ausgleich zum 1:1, was zugleich seinen ersten Treffer für seinen neuen Verein darstellte. Durch den 3:1-Sieg erreichte Duisburg vorzeitig den Aufstieg in die 2. Bundesliga. Nach dem Abstieg des MSV in die 3. Liga wurde der Vertrag des Tunesiers nach über 100 Ligaspielen in fünf Jahren für den Verein im Frühjahr 2019 nicht mehr verlängert. Daraufhin beendete er im folgenden Sommer seine aktive Karriere.

## Karriere als Funktionär
Im Anschluss an seine aktive Laufbahn absolvierte Enis Hajri ein Sportmanagement-Studium und war als Scout bei den Bundesligisten Hertha BSC und Eintracht Frankfurt beschäftigt. Ab dem 1. März 2023 war er beim 1. FC Kaiserslautern als technischer Direktor Sport tätig. Unter Geschäftsführer Thomas Hengen war er unter anderem für die Kaderplanung und Transfers verantwortlich. Mit Abschluss der Hinrunde 2024/25 erklärte er seinen Rücktritt. Er einigte sich mit dem Verein auf eine Vertragsauflösung zum 31. Dezember 2024.